# Loïc Badé
Loïc Badé, född 11 april 2000, är en fransk fotbollsspelare som spelar för Sevilla.

## Karriär
Badé spelade som ung för klubbarna Antony Sport Football, AC Boulogne-Billancourt och Paris FC innan han som 16-åring gick till Le Havre. Den 10 januari 2020 gjorde Badé sin Ligue 2-debut i en match mot Chamois Niortais. I juni 2020 värvades han av Lens. Badé spelade 31 ligamatcher och två cupmatcher under säsongen 2020/2021 med Lens.
Den 5 juli 2021 värvades Badé av Rennes, där han skrev på ett femårskontrakt. Badé debuterade den 8 augusti 2021 i en 1–1-match mot Lens.
Den 1 september 2022 lånades Badé ut till Premier League-klubben Nottingham Forest på ett säsongslån. Den 31 december 2022 lånades han istället ut till spanska Sevilla på ett låneavtal över resten av säsongen. Låneavtalet innehöll en köpoption som Sevilla utnyttjade och i juni 2023 skrev Badé på ett fyraårskontrakt med klubben.